# Cohomologie d'Alexander-Spanier
En mathématiques et plus particulièrement en topologie algébrique, la cohomologie d'Alexander-Spanier est une théorie cohomologique pour les espaces topologiques.

## Histoire
Elle a d'abord été introduite par James Waddell Alexander II en 1935 pour le cas particulier des espaces métriques compacts, puis étendue par Edwin Spanier en 1948 à tous les espaces topologiques, sur une suggestion de A. D. Wallace.

## Définition
Si X est un espace topologique et G un groupe abélien, alors on définit un complexe différentiel C dont le p-ième terme Cp est l'ensemble de toutes les fonctions de Xp+1 dans G et de différentielle d donnée par : 
{\displaystyle df(x_{0},\ldots ,x_{p})=\sum _{i}(-1)^{i}f(x_{0},\ldots ,x_{i-1},x_{i+1},\ldots ,x_{p}).}
On note C0 le sous-complexe formé des fonctions qui s'annulent sur un voisinage de la diagonale.
On définit les groupes de cohomologie d'Alexander-Spanier Hp(X, G) comme étant les groupes de cohomologie du complexe C/C0.

### Variantes
Il est aussi possible de définir l'homologie d'Alexander-Spanier (William Massey, 1978) et la cohomologie à support compact d'Alexander-Spanier (Glen Bredon (en), 1997).

## Lien avec les autres théories cohomologiques
La cohomologie d'Alexander-Spanier coïncide avec la cohomologie de Čech pour les espaces paracompacts et avec la cohomologie singulière pour les complexes localement finis.